# Franco Cavalli
Franco Cavalli, né le 3 juillet 1942 à Locarno (originaire de Verscio), est un médecin oncologue suisse de renommée mondiale, chercheur sur le cancer et homme politique, membre du ForumAlternatif et du Parti socialiste.

## Biographie

### Origines et famille
Franco Cavalli naît le 3 juillet 1942 à Locarno, dans le canton du Tessin. Il est originaire de Verscio, dans le même district. 
Issu d'une famille d'ouvriers,  il grandit à Ascona.
Il est marié à une infirmière d'origine hollandaise, rencontrée au Nicaragua dans les années 1980, et père de sept enfants, dont quatre adoptés (deux de Colombie et deux du Nicaragua).

### Études
Il fait des études gymnasiale dans une école privée gratuite tenue par le Vatican pour les enfants d'Ascona. 
Au terme de ses études, il ouvre son cabinet de médecine au Tessin.

### Parcours professionnel
Il est le chef du service d'oncologie de l'hôpital de Bellinzone à partir de 1978 et professeur aux universités de Berne et de Varèse[réf. souhaitée]. 
Entre 2001 et 2004, il est président de la Ligue contre le cancer en Suisse[réf. souhaitée]. Il dirige l’Institut oncologique de la Suisse italienne à partir de 2003. 
En 2006, il devient président de l'Union internationale contre le cancer. Il est considéré comme l'un des chercheurs sur le cancer les plus renommés de Suisse.

### Parcours politique
Militant marxiste, il s'inscrit au Parti socialiste à l'âge de 19 ans. Il en est exclu lors de la fondation avec Werner Carobbio du Parti socialiste autonome, en 1969. 
Il siège au Conseil national de fin 1995 à juin 2007. Membre de la Commission de la science, de l'éducation et de la culture (CSEC) et, de 1999 à 2003, de la Commission de politique extérieure (CPE), il dirige le groupe socialiste de 1999 à 2002.
Candidat au Conseil des États lors des élections fédérales de 2007, il arrive troisième du premier tour, à 445 voix du démocrate-chrétien sortant Filippo Lombardi, mais est distancé au second (32 786 contre 38 711 voix).
En 2013[réf. souhaitée], il participe à la fondation du mouvement politique de gauche ForumAlternatif.

### Prises de position
Il s'intéresse au sort des cancéreux dans le Tiers-Monde, et stigmatise le poids de l'industrie pharmaceutique américaine.
Il plaide pour une dépénalisation de l'euthanasie active.
Il est membre du comité de parrainage du Tribunal Russell sur la Palestine dont les travaux ont commencé le 4 mars 2009.

## Distinction
- 2024 : prix couronnant l'ensemble de sa carrière (Award for Lifetime Achievement) de l'Association américaine de recherche contre le cancer (en)[12]